# Alma Vii, Sibiu
Alma Vii, mai demult Alma între Vii, Alma săsească (în germană Almen, în maghiară Szászalmád, Almád, Szászalmás, Német-Almás, Almás) este un sat în comuna Moșna din județul Sibiu, Transilvania, România.
Prima mențiune documentară datează din 1289 în actul „Herritus de Alma sacerdotes“ și din ea aflăm că localitatea depindea de Capitulul de Mediaș, pentru ca un alt document, de această dată din 1356, să o amintească drept comună liberă a Scaunului de Mediaș. S-a aflat în această situație până în 1872, când a fost inclusă în județul Târnava Mare. Între 1951-1968 Alma Vii a ținut de Regiunea Brașov, raionul Mediaș. Din 1968 face parte din județul Sibiu. 

## Biserica evanghelică
Biserica săsească se află pe panta unui deal care domină comuna și datează de la începutul secolului al XIV-lea, dar fortificația din jurul ei a fost ridicată aproape două secole mai târziu. La începutul secolului XVI, biserica de tip biserică-sală de mici dimensiuni a fost fortificată prin supraînălțarea corului cu două etaje de apărare accesibile printr-o scară mobilă, ultimul susținut pe console de piatră profilate ce deschid între ele guri de smoală.
Orga bisericii, construită în 1840, este amplasată în capătul de vest al sălii, prilej cu care a fost ridicată și o mică anexă care îi găzduiește foalele.
În 1966 s-a întreprins o masivă restaurare, care a redat cetății aspectul inițial, înlăturând unele adăugiri moderne. 

## Fortificația
Dealul pe care este amplasată biserica este ușor de apărat în părțile de sud și de vest, unde pantele sunt abrupte. Zidul are la bază o grosime de 1,5 metri, fiind construit din pietre nefasonate și bolovani de râu, subțiindu-se apoi în partea superioară, unde s-a folosit cărămidă.

## Galerie imagini

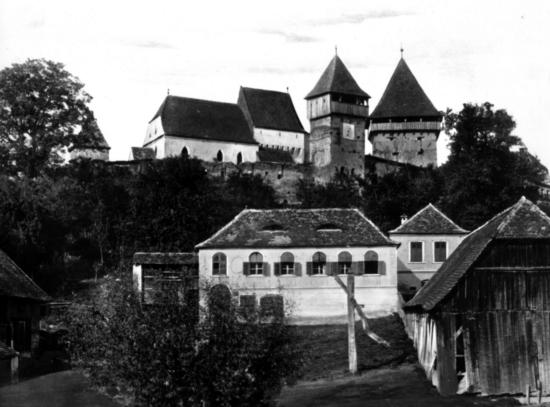
Vedere din partea sudică al cetății
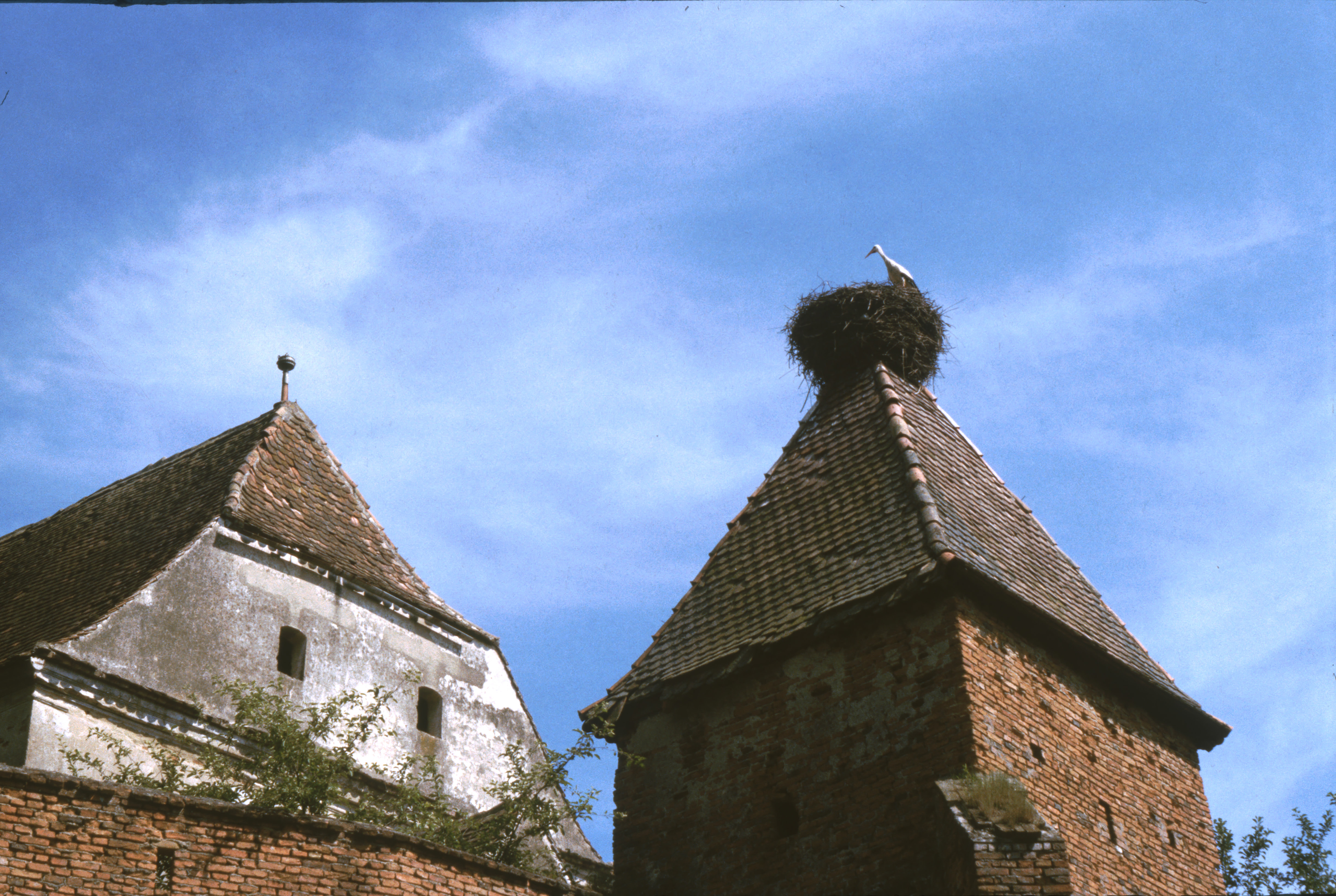
Turnul din vest al cetății
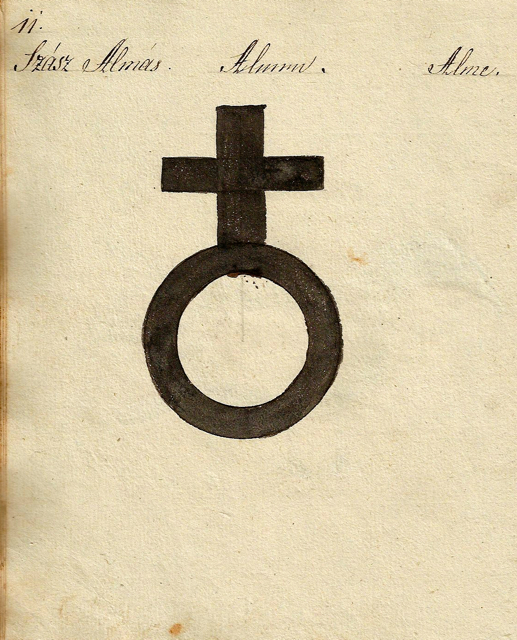
1826 - Danga pentru vitele din Alma Vii